# 董王庄乡
董王庄乡，是中华人民共和国河南省洛陽市宜阳县下辖的一个乡镇级行政单位。

## 行政区划
董王庄乡下辖以下地区：
董王庄村、南岭村、前村、左沟村、庄科村、大石岭村、方村、姚村、官庄村、乔庄村、白土坪村、赵坡村、洞子沟村、王路庄村、邓庄村、石桥村、慈古洞村、刘河村、武坟村和灵官殿村。